# Пфейффер, Франц
Франц Виктор Пфейффер (нем. Franz Viktor Pfeiffer; 27 февраля 1815, Золотурн, Швейцария — 29 мая 1868, Вена, Австрийская империя) — швейцарский учёный, филолог, германист, работавший в Германии и Австрии, педагог, профессор Венского университета, издатель, библиотекарь
. Член австрийской Академии наук (1860).

## Биография
Сын музыканта. С 1834 по 1840 год изучал медицину в университете Мюнхена, затем — германскую филологию. В 1846 году работал библиотекарем Королевской публичной библиотеки в Штутгарте.
С 1857 года — профессор немецкой литературы в Венском университете, в 1860 году стал членом австрийской Академии наук. С 1856 — иностранный член Баварской академии наук.
Издал много средневековых немецких текстов.

## Избранная библиография
- Zur deutschen Literaturgeschichte (Stuttgart 1855)
- Über Wesen und Bildung der höfischen Sprache in mittelhochdeutscher Zeit (Wien 1861)
- Der Dichter des Nibelungenlieds (Wien. 1862, worin er den Minnesänger von Kürenberg als den Verfasser des Gedichts nachzuweisen suchte)
- Forschung und Kritik auf dem Gebiet des deutschen Altertums (Wien. 1863)
- Freie Forschung; kleine Schriften zur Geschichte der deutschen Literatur und Sprache (Wien. 1867)
- Barlaam und Josaphat von Rudolf von Ems (Leipzig 1843)
- Die Weingartner und Heidelberger Liederhandschrift (Stuttgart 1843, 2 Bde.)
- Der Edelstein (Leipzig 1844)
- Die deutschen Mystiker des 14. Jahrhunderts (Leipzig 1845—1857, 2 Bde.).
- Marienlegenden (Stuttgart 1846; neue Ausgabe, Wien 1863)
- Wigalois von Wirnt von Gravenberg (Leipzig 1847)
- Deutsche Ordenschronik des Nikolaus von Jeroschin (Stuttgart 1854).
- Das Buch der Natur von Konrad von Megenberg: die erste Naturgeschichte in deutscher Sprache. Aue, Stuttgart 1861 (eigentlich 1862).
- Zwei deutsche Arzneibücher aus dem XII. und XIII. Jahrhundert, mit einem Wörterbuche. In: Sitzungsberichte der kaiserlichen Akademie der Wissenschaften, philosophisch-historische Classe. Band 42. K. Gerold, Wien 1863, S. 110—200 (Digitalisat)